# ヒュロッキン (衛星)
ヒュロッキン (Saturn XLIV Hyrrokkin) は、土星の第44衛星である。逆行軌道で土星を公転する不規則衛星で、北欧群に属する。また、北欧群の他の7つの衛星とサブグループ（下位群）スカジ群を形成している。
2004年12月12日に、スコット・S・シェパード、デビッド・C・ジューイット、ジャン・カリーナ (Jan Kleyna)、ブライアン・マースデンらの観測チームによって発見された。観測にはすばる望遠鏡が用いられている。発見は2006年6月26日に小惑星センターのサーキュラーで、6月30日に国際天文学連合のサーキュラーで公表され、S/2004 S 19 という仮符号が与えられた。
その後2007年4月5日に北欧神話の狼にまたがる女巨人ヒュロッキン (Hyrrokkin) に因んで命名され、Saturn XLIV という確定番号が与えられた。なお命名当初は綴りが Hyrokkin とされていたが、7月31日に現在の Hyrrokkin に修正された。
アルベドを 0.04 と仮定すると、ヒュロッキンは直径が 6 km と推定される。大きな軌道離心率を持った軌道でおよそ932日かけて土星を一周している。2013年3月に土星探査機カッシーニによって4回観測され、自転周期が12時間45分と測定されている。